# ماري جاين راثبان
ماري جاين راثبان (بالإنجليزية: Mary J. Rathbun)‏ (من مواليد 11 من شهر يونيو/ حزيران من عام 1860، وتوفّيت في 4 أبريل/ نيسان) هي عالمة حيوان أمريكيّة متخصّصة في شعيبة القشريّات. عملت راثبان في متحف سميثسونيان -بدون مساعد- بدءاً من عام 1884 وحتّى وفاتها. وضعت راثبان وصفا لأكثر من ألف نوع جديد، وللعديد من السلالات والأصنوفات العليا.

## سيرة حياتها
وُلدت ماري جاين راثبان في 11 من شهر يونيو/ حزيران من عام 1860 في مدينة بوفالو بولاية نيويورك الأمريكيّة، وهي الابنة الأصغر لتشارلز راثبان وجين فيوري، ولها 4 إخوة. توفّيت والدة ماري جاين عندما كانت في السنة الأولى من عمرها، فحملت ماري مسؤوليّة نفسها منذ ذلك الحين. درست في مدينة بوفالو وتخرّجت في عام 1878 من المدرسة الثانويّة، ولم ترتد الجامعة أبداً.
لم يزد طول ماري جاين عن المتر وثلاثة وسبعين سنتيمتراً، لكنّها حملت بالمقابل صفاتاً جسديّة قويّة، وكانت تملك روح دعابة جافّة جدّا.
رأت راثبان المحيط لأول مرّة في عام 1881 عندما رافقت شقيقها ريتشارد راثبان في رحلة إلى قرية وودز هول في ولاية ماشاتشوستس. كان ريتشارد يعمل كمساعدٍ علميّ لأديسون إميري فيريل، جنباً إلى جنب مع مساعده الرئيسيّ سيدني سميث إيرفينغ. ساعد ريتشارد راثبان في تسمية وتصنيف وتسجيل عيّنات سميث، وركّز في عمله منذ ذلك الحين على شعيبة القشريّات. عملت ماري جاين لصالح شقيقها ريتشارد لثلاث سنوات بصفة طوعيّة، إلى أن عرض عليها سبنسر فولرتون بيرد وظيفة مكتبيّة في متحف سميثسونيان، وقبلتها.
استمرّت ماري في عملها بالمتحف لفترة طويلة –بدون وجود مساعدٍ لها- وبعد 28 عاماً من العمل، تمّت ترقيتها لتصبح الأمينة المساعدة للمتحف، وتصبح بذلك مسؤولةً عن شعبة القشريّات فيه. قامت مؤسّسة سميثسونيان في سنة 1915 بمنح ماري جاين –التي كانت قد تقاعدت حينها- صفة باحث مشارك فخريّ، وحصلت في عام 1918 على شهادة ماجستير فخريّة من جامعة بيتسبرغ، واستوفت في عام 1917 الشروط للحصول على درجة الدكتوراه من جامعة جورج واشنطن.
توفّيت ماري جاين راثبان في الرابع من أبريل/ نيسان من عام 1943 عن عمر يناهز 82 عاماً نتيجةً لمضاعفات صحّيّة ناتجة عن كسر في عظم الورك.

## منشورات
كتبت ماري حاين راثبان أوّل منشور لها بالتعاون مع جيمس إيفرارد بينديكت وتناولا فيه جنس بانوبيوس Panopeus ونشر في عام 1981. تقاعدت ماري في اليوم الأخير من سنة 1914، ولكنّها لم تتوقّف عن العمل حتّى يوم وفاتها . كان أضخم عمل لها هو كتاب «سرطانات المياه العذبة Les crabes d'eau douce»، الذي كان من المفترض أن يكون من جزء واحد فقط، ولكن انتهى به المطاف بثلاثة أجزاء نشرت بين أعوام 1906 - 1904. كتبت ماري أيضاً أو شاركت في كتابة 166 ورقة بحثيّة في المجمل، تضمّنت توصيفاً لـ 1147 نوع -وتحت نوع- جديد، و 63 جنساً جديداً، وفصيلة جديدة واحدة، وثلاث عوائل وطوائف، بالإضافة إلى تصنيفات مستحدثة أخرى. تشمل الأنواع التي وصفتها ماري لأوّل مرّة أنواعاً تجاريّةً كالسرطان الأزرق Callinectes sapidus، وسرطان البحر الدبّاغ Callinectes sapidus.

## روابط خارجية
- ماري جاين راثبان على موقع الموسوعة البريطانية (الإنجليزية)